# 基辅幽灵
基辅幽靈（另稱「基輔之鬼」、「基輔戰鬼」，羅馬化：Pryvyd Kyieva）是一个未能证实的米格-29乌克兰空军王牌飞行员的绰号，也是乌克兰飞行员的集体形象。据说“一名乌克兰飞行员在2022年2月24日的俄羅斯入侵烏克蘭基輔攻勢的空战中击落多達六架俄罗斯战机”。烏克蘭國防部發布他的照片，表示“到2月26日，他已經擊落10架俄機”。其真實性一直未能被證實。
2024年8月24日烏克蘭獨立日，烏克蘭總統弗拉基米尔·泽连斯基授予第40戰術航空旅「基輔幽靈」稱號；意指「基輔幽靈」是該旅的集體象徵。

## 历史

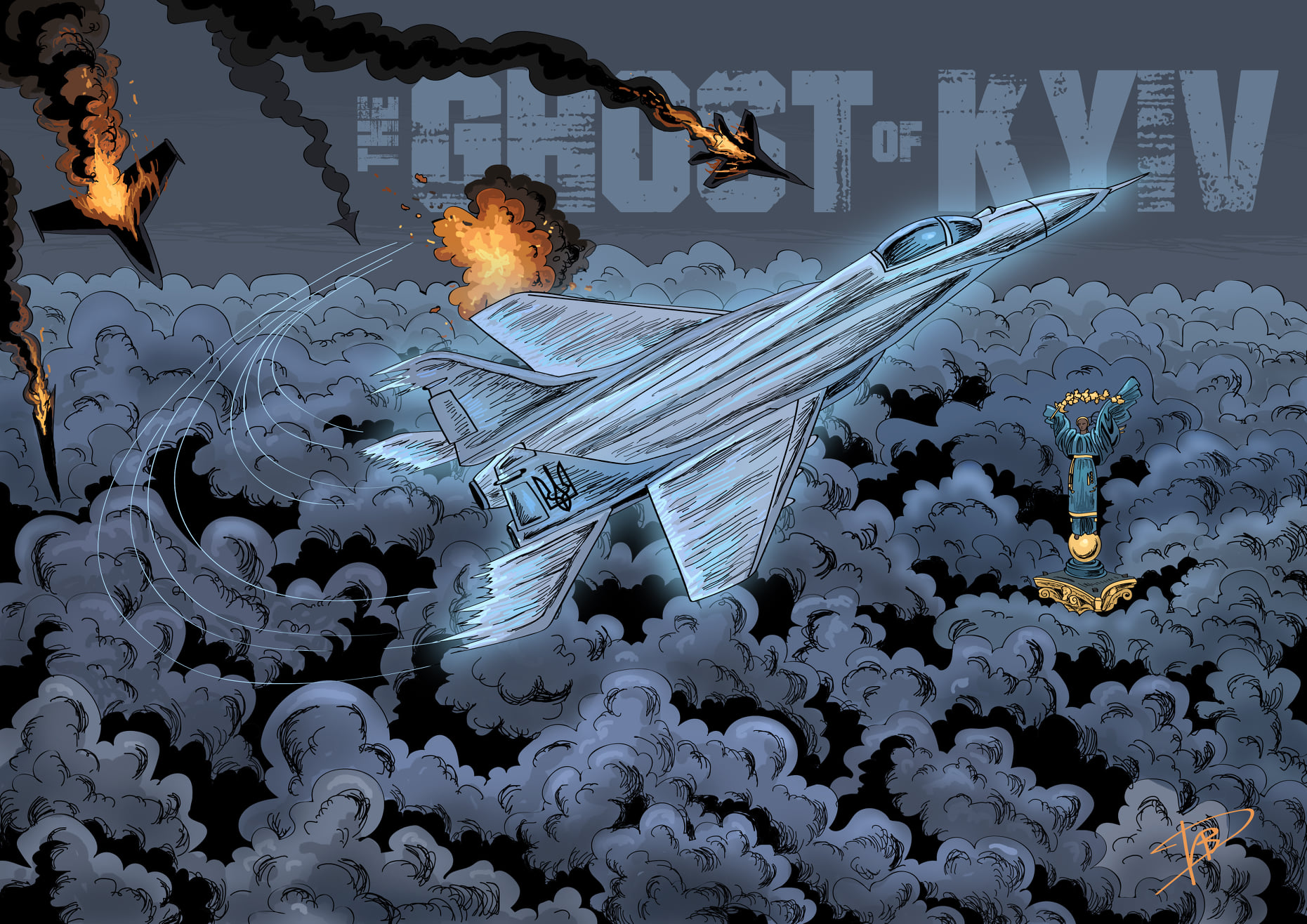
安德烈·丹科维奇的画作

2022年2月俄罗斯入侵乌克兰第一天后，社交媒体上开始广泛流传一段影片，称有一名飞行员击落了多架俄罗斯战斗机。乌克兰公众称这位飞行员为“基辅幽灵”。乌克兰前总统彼得·波罗申科证实「基辅幽灵」是真实存在的，他上传一张驾驶米格-29戰鬥機的飞行员的头像，声称在俄罗斯入侵的30小时内，该名飞行员在基辅的上空中击落了六架飞机。据报道，这六架飞机分别是两架苏-35飞机、两架苏-25飞机、一架苏-27飞机和一架米格-29飞机。如果他的戰績能被核實的話，那么他将會成為21世纪首位战斗机王牌飞行员，而且更是「一日即成王牌」（ace in a day）。

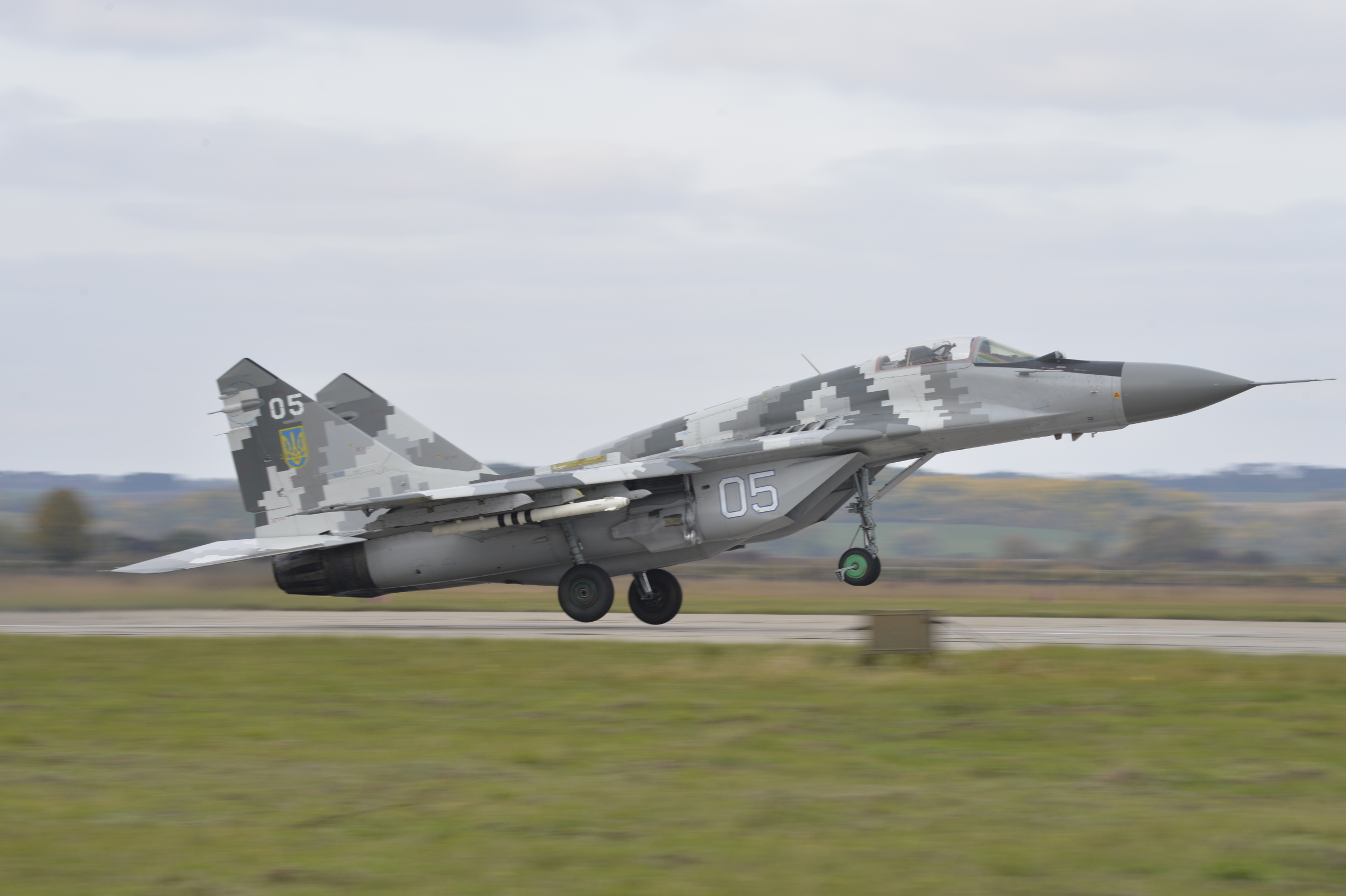
烏克蘭空軍的米格-29

乌克兰国防部声称，如果击落事件得到证实，“基辅幽灵”可能是俄罗斯入侵后紧急归队的数十名经验丰富的军事后备飞行员之一。在一条推文中，它将“基辅幽灵”称为“空中复仇者”。然而，总司令瓦列里·扎卢日内只证实在乌战斗开始第一天后共击落了六架俄罗斯飞机。
網上所有其真實身份的消息也只是網上流言，指其為烏克蘭空軍退役機師弗拉迪米爾·阿布多諾夫中尉（Lt. Vladimir Abdonov）。据美国有线电视新闻网报道，俄罗斯国家通讯社塔斯社当天报道称，俄罗斯军方否认了这些说法。
尽管“基辅幽靈”被视为很可能只是都市传说，也大大地鼓舞了乌克兰军民士气。但乌克兰坚称「基辅幽靈」实际上是乌克兰空军的集体形象。乌克兰空军發言人令尤里·伊格纳特（Yury Ignat）宣布，「基辅幽灵」并非仅指个人，而是每一位守护乌克兰的飞行员。

## 影響
一名YouTube用户利用《数字战斗模拟》制作了以基辅幽灵为主角的纏鬥和击落敌机的假镜头影片，并上传到YouTube，他在影片簡述中表明“该镜头不是真的，只是为了向基辅幽灵致敬，但无论是真是假，都要继续战斗。”该影片後來在社交媒体上錯誤描述為實戰畫面並被广泛转发。数字战斗模拟的发言人向路透社证实，称影片材料确实来自该游戏
2022年2月26日，社交媒体上出现了一个類似基辅幽灵的都市传说，綽號「烏克蘭死神」的烏克蘭陸軍狙擊手佛羅迪米爾·弗斯特一等兵（Pvt. Volodymyr Vist），据说仅在一次战斗中就連續狙殺了二十多名俄軍。
多方消息來源稱斯捷潘·塔拉巴爾卡少校為化名「基輔幽靈」，駕駛米格-29戰鬥機擊落至少40架俄羅斯戰機，直至3月13日他本人在與「壓倒性」數量的俄羅斯戰機作戰時在日托米爾上空被擊落陣亡。但烏克蘭總統辦公室負責人阿列克謝·阿列斯托維奇和烏克蘭武裝部隊總參謀部的顧問均否認塔拉巴爾卡是基輔幽靈。他們表示基輔幽靈是一個飛行員集體形象，而非個人。

## 分析与批评
軍事雜誌《Task & Purpose》认为，在二十一世纪，尤其还是单独一架战机一天內連續进行六次空对空战斗的可能性不太大；儘管此一傳聞的真實性難以確認，但仍確實大大激勵了乌克兰人的士氣，使乌克兰人更为乐观的面对對俄羅斯的戰局。
2022年3月7日观察者网批评指，“基辅幽灵”和“蛇岛十三士兵”这样在互联网上流传甚广的话题真实性值得怀疑，但乌克兰方面都将这些故事用作宣传或者用来鼓舞士气，而推特疑似由于自身立场而对乌方相关的未经证实的信息减弱审查。
2022年4月30日，观察者网继3月7日声称“基辅幽灵”是虚假信息后，态度发生巨变，转而报道其之前言之凿凿声称不存在的基辅幽灵阵亡的訊息。
纽约时报发表评论称，「基辅幽灵」的传说可能被神化，在俄罗斯入侵乌克兰的訊息战中，乌克兰一些官方账号发布了一些真实性值得怀疑的故事和扣人心弦的实地报道，主要集中在其英雄和烈士身上。但也补充说，乌克兰的说法无法与俄罗斯散布的谎言相提并论，因为后者为入侵前的假旗行动奠定了基础。而详述乌克兰英勇或俄罗斯暴行的轶事对于乌克兰赢得战争的计划至关重要，也可以使其战士保持高昂的士气，并为他们争取国际支持。如果不在这些訊息中使乌克兰获得更多关注，那么它不仅仅是输在訊息战，还会输掉整个战争。